# Hintonia candens
Hintonia candens és una espècie de peix de la família dels mictòfids i de l'ordre dels mictofiformes.

## Morfologia
- Els mascles poden assolir 13 cm de longitud total.[1][2]

## Depredadors
A Nova Zelanda és depredat per Macruronus novaezelandiae.

## Hàbitat
És un peix marí i d'aigües profundes.

## Distribució geogràfica
Es troba al sud-oest de l'Atlàntic i a l'Antàrtic.